# Повітряний університет Повітряних сил США
Повітряний університет Повітряних сил США (англ. Air University (United States Air Force), AU) — професійний вищий військовий навчальний заклад системи Повітряних сил США, акредитований Комісією з коледжів Південної асоціації коледжів і шкіл для надання магістерських ступенів.

## Складові структури Повітряного університету
Технологічний інститут Повітряних сил США (англ. Air Force Institute of Technology (AFIT)
Центр освіти офіцерів імені Карла Спаатса (англ. Carl A. Spaatz Center for Officer Education
- Воєнний коледж Повітряних сил США[1] (англ. USAF Air War College (AWC)
- Командно-штабний коледж Повітряних сил США (англ. Air Command and Staff College (ACSC)
- Школа офіцерів ескадрильї (Squadron Officer School (SOS):
- Міжнародна школа підготовки офіцерів[2] (IOS)
- Школа перспективних авіаційних і космічних досліджень (англ. School of Advanced Air and Space Studies (SAASS)
- Центр стратегічних досліджень стримування ПС США (англ. USAF Center for Strategic Deterrence Studies)
- Центр розвитку доктрини та освіти імені Кертіса Е. Лемея
- Коледж професійного розвитку імені Айри С. Ікера
- Коледж корпусу капеланів ПС
- Школа професійного розвитку особового складу ПС
- Школа підвищення кваліфікації командирів
- Оборонна школа фінансового менеджменту та контролера
- Національний інститут космічної безпеки
- Школа розвитку цивільного лідерства

Повітряний університет Повітряних сил акредитований Комісією коледжів Південної асоціації коледжів і шкіл (SACS) і має право надавати наступні ступені:
- Магістр стратегічних досліджень — пропонує Воєнний коледж Повітряних сил США
- Магістр військового оперативного мистецтва та науки — пропонує Командно-штабний коледж Повітряних сил США
- Магістр аерокосмічних досліджень — пропонується Школою перспективних авіаційних і космічних досліджень
- Магістр наук у галузі льотно-випробувальної техніки — пропонується Школою пілотів-випробувачів ПС США
- Асоційований спеціаліст з прикладних наук — пропонується військовослужбовцям ПС США Громадським коледжем повітряних сил зі спеціальностями у 68 областях

У 2010 році SACS підвищила акредитацію AU до рівня V, що згодом дозволить AU присудити три різні докторські ступені.
У 1995 році Повітряний університет також був нагороджений першою нагородою Космічного фонду за досягнення в космосі. Ця нагорода вручається окремим особам або організаціям за досягнення з вивчення космічного простору, революційні космічні технології або успіх програми чи продукту, що представляють важливі віхи в еволюції дослідження та освоєння космосу.